# Nacionalismo croata

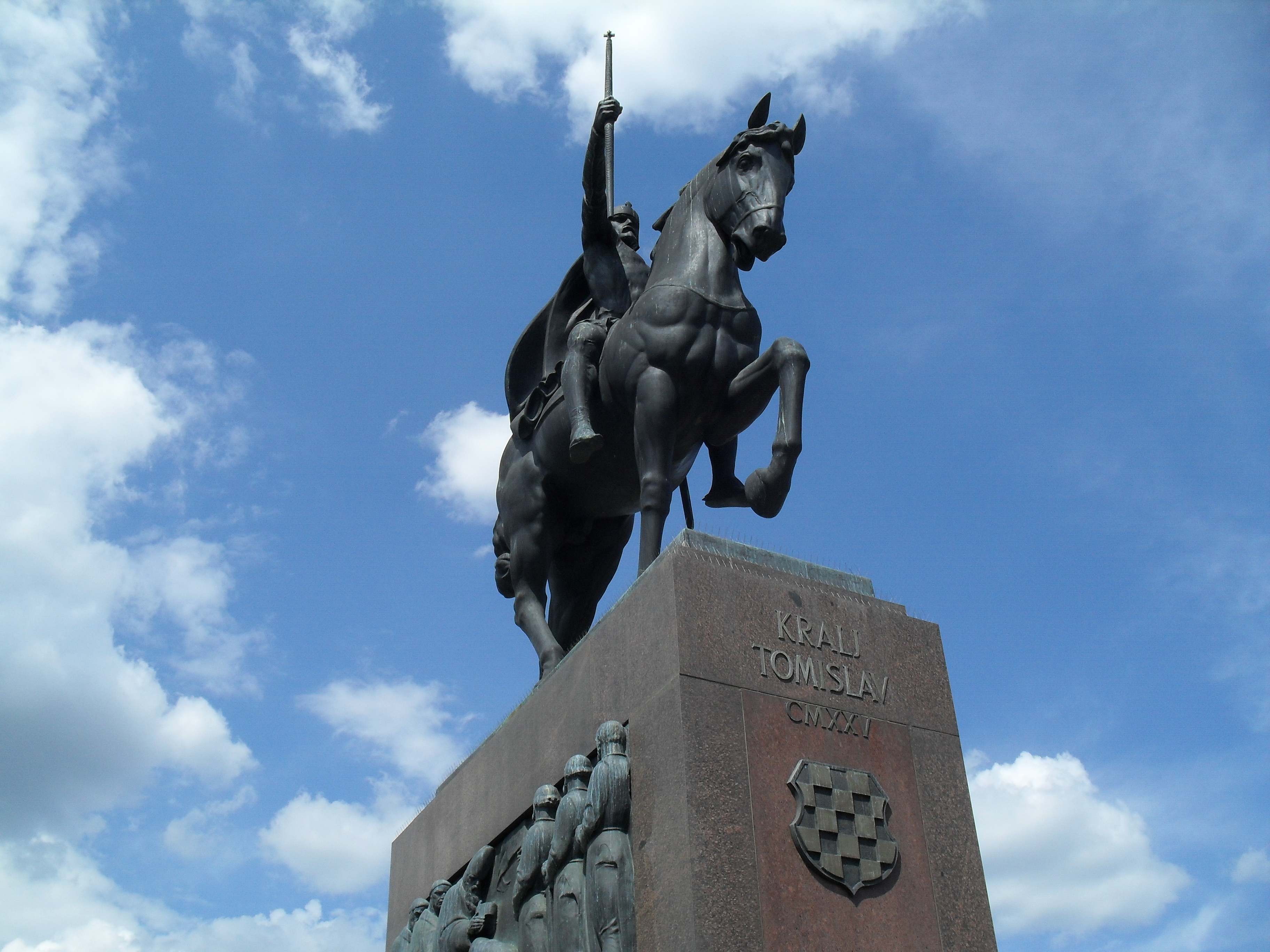
Estátua em Zagreb do rei Tomislau

O nacionalismo croata é o nacionalismo que afirma a nacionalidade dos croatas e promove a sua unidade cultural.
O nacionalismo croata moderno surgiu pela primeira vez no século XIX, depois de aumentar a pressão pela magiarização e começou a crescer especialmente depois das leis de abril que ignoravam a autonomia croata sob o reino húngaro. Foi baseado em duas idéias principais: um estado histórico, baseado na continuidade do estado medieval croata e uma identidade associada aos eslavos. Este período começou com o movimento ilírio, que criou o Matica hrvatska e promoveu a linguagem "ilírio". O ilirianismo gerou dois movimentos políticos: o Partido dos Direitos, nomeado em homenagem ao conceito de direito estatal (pravaštvo), liderado por Ante Starčević, e o iugoslavismo de Josip Juraj Strossmayer, ambos limitados à Intelligentsia.